# Super Mario Odyssey
Super Mario Odyssey je plošinová videohra vyvinutá a vydaná společností Nintendo pro konzoli Nintendo Switch. Vydána byla 27. října 2017 jako součást hlavní série Super Mario. Hra sleduje Maria a jeho nového spojence Cappyho, duchovního tvora ve formě čepice, na cestě napříč různými královstvími s cílem zachránit princeznu Peach a její kamarádu Tiara, které unesl Bowser kvůli svatbě.

## Hratelnost
Na rozdíl od lineárních předchůdců hra navazuje na otevřený 3D styl Super Mario 64 a Super Mario Sunshine. Hrací svět tvoří 14 různorodých království, v nichž Mario sbírá Power Moons, které pohánějí vzdušnou loď Odyssey. Pomocí Cappyho schopnosti "převzetí" se Mario může dočasně zmocnit nepřátel či objektů a využít jejich schopnosti k řešení hádanek.
Po dohrání se odemykají další Power Moons a bonusové ústavy, včetně náročné úrovně Darker Side. Hra podporuje kooperativní režim, snímky v režimu fotoaparátu a kompatibilitu s Amiibo figurkami. V aktualizacích přibyly režimy jako Luigiho Balloon World a podpora virtuální reality skrze Nintendo Labo.

## Vývoj

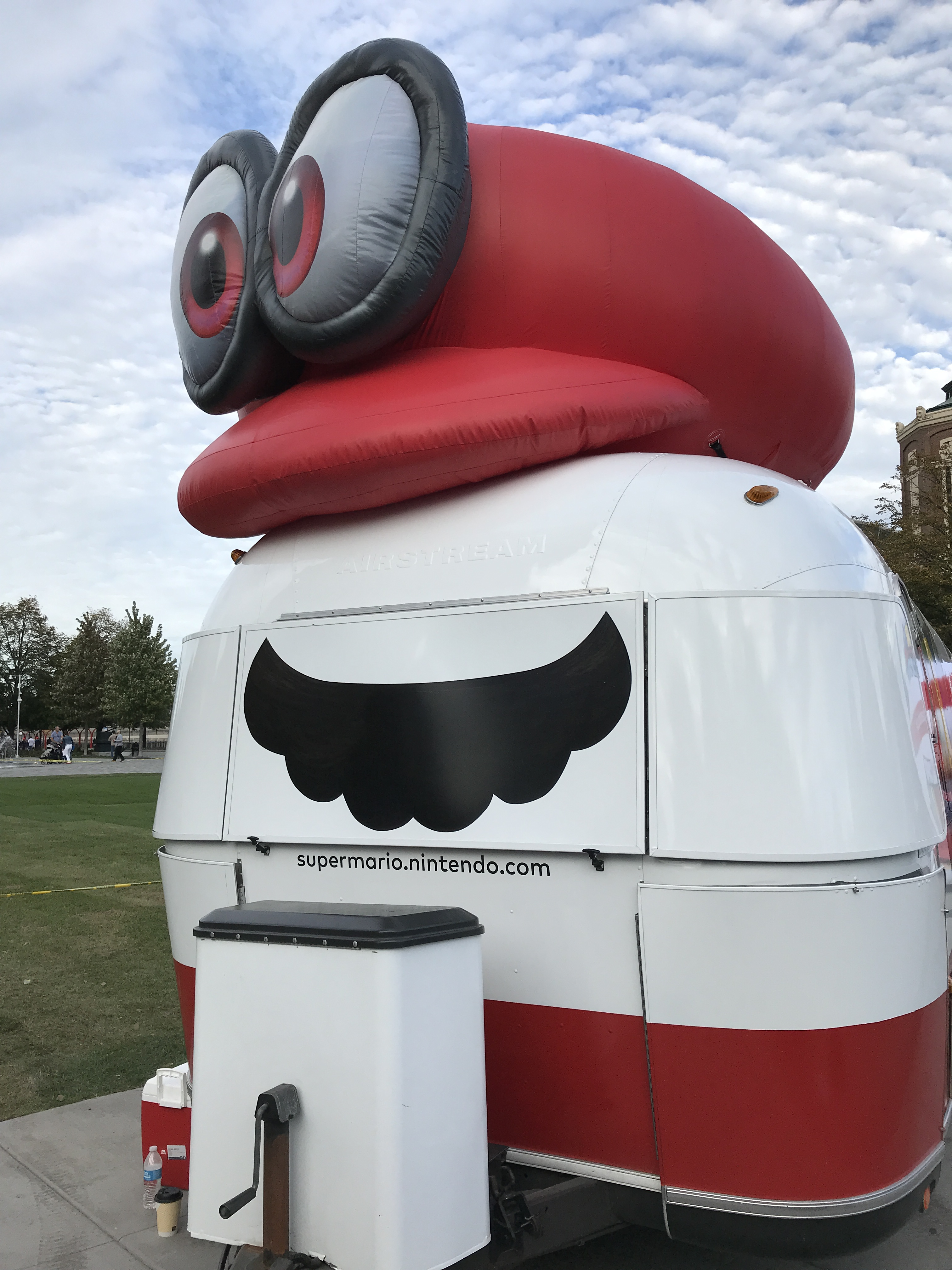
Propagační trailer k turné s hrou Super Mario Odyssey.

Super Mario Odyssey vznikla pod vedením Kenty Motokury v divizi Nintendo Entertainment Planning & Development. Hlavními producenty byli Yoshiaki Koizumi a Koichi Hayashida. Hra se zaměřila na nelineární průzkum a využití možností konzole Switch. Výběr lokalit byl inspirován osobními zážitky tvůrců a odlišným vizuálem.

## Hudba
Hudebním motivem se stala skladba "Jump Up, Super Star!" v podání Pauline, která vystupuje jako starostka New Donk City.

## Přijetí a prodeje
Hra byla kritiky velmi pozitivně hodnocena a často je řazena mezi nejlepší videohry všech dob. Získala řadu ocenění včetně ceny za Nejlepší rodinnou hru na The Game Awards 2017. Do března 2025 se prodalo přes 29 milionů kopií.